# NFL sezona 1943.
NFL sezona 1943. je 24. po redu sezona nacionalne lige američkog nogometa. 
Sezona je počela 19. rujna 1943. Utakmica za naslov prvaka NFL lige odigrana je 26. prosinca 1943. u Chicagu u Illinoisu na stadionu Wrigley Field. U njoj su se sastali pobjednici istočne divizije Washington Redskinsi i pobjednici zapadne divizije Chicago Bearsi. Pobijedili su Bearsi rezultatom 41:21 i osvojili svoj šesti naslov prvaka NFL-a.
Zbog manjka raspoloživih igrača zbog Drugog svjetskog rata, Cleveland Ramsi privremeno za ovu sezonu prestaju s natjecanjem. Iz istog razloga, spajaju se momčadi Philadelphia Eaglesa i Pittsburgh Steelersa te u sezoni 1943. nastupaju pod nadimkom "The Steagles".

## Poredak po divizijama na kraju regularnog dijela sezone
| Istočna divizija     |     |     |     |      |     |     |
| Momčad               | Pob | Por | Ner | %    | P+  | P-  |
| Washington Redskins* | 6   | 3   | 1   | 66,7 | 229 | 137 |
| New York Giants      | 6   | 3   | 1   | 66,7 | 197 | 170 |
| Phil-Pitt Steagles   | 5   | 4   | 1   | 55,6 | 225 | 230 |
| Brooklyn Dodgers     | 2   | 8   | 0   | 20,0 | 65  | 234 |

| Zapadna divizija  |     |     |     |      |     |     |
| Momčad            | Pob | Por | Ner | %    | P+  | P-  |
| Chicago Bears*    | 8   | 1   | 1   | 88,9 | 303 | 157 |
| Green Bay Packers | 7   | 2   | 1   | 77,8 | 264 | 172 |
| Detroit Lions     | 3   | 6   | 1   | 33,3 | 178 | 218 |
| Chicago Cardinals | 0   | 10  | 0   | 0,0  | 95  | 238 |

Napomena: * - pobjednici konferencije, % - postotak pobjeda, P± - postignuti/primljeni poeni

## Doigravanje

### Doigravanje za pobjednika istočne divizije
- 19. prosinca 1943. New York Giants - Washington Redskins 0:28

### Prvenstvena utakmica NFL-a
- 26. prosinca 1943. Chicago Bears - Washington Redskins 41:21

## Statistika

### Statistika po igračima

#### U napadu
- Najviše jarda dodavanja: Sid Luckman, Chicago Bears - 2194
- Najviše jarda probijanja: Bill Paschal, New York Giants - 572
- Najviše uhvaćenih jarda dodavanja: Don Hutson, Green Bay Packers - 776

#### U obrani
- Najviše presječenih lopti: Sammy Baugh, Washington Redskins - 11

### Statistika po momčadima

#### U napadu
- Najviše postignutih poena: Chicago Bears - 303 (30,3 po utakmici)
- Najviše ukupno osvojenih jarda: Chicago Bears - 396,1 po utakmici
- Najviše jarda osvojenih dodavanjem: Chicago Bears - 231,0 po utakmici
- Najviše jarda osvojenih probijanjem: Phil-Pitt Steagles - 173,0 po utakmici

#### U obrani
- Najmanje primljenih poena: Washington Redskins - 137 (13,7 po utakmici)
- Najmanje ukupno izgubljenih jarda: Phil-Pitt Steagles - 218,6 po utakmici
- Najmanje jarda izgubljenih dodavanjem: Chicago Bears - 98,0 po utakmici
- Najmanje jarda izgubljenih probijanjem: Phil-Pitt Steagles - 79,3 po utakmici

## Vanjske poveznice
- Pro-Football-Reference.com, statistika sezone 1943. u NFL-u
- NFL.com, sezona 1943.